# MSDN 라이브러리
MSDN 라이브러리(MSDN Library)는 마이크로소프트 윈도우용으로 개발하는 개발자들을 위해 고안된 공식 기술 문서화 콘텐츠 라이브러리이다. MSDN은 마이크로소프트 개발자 네트워크를 대표한다. MSDN 라이브러리는 마이크로소프트 제품에 포함된 API를 문서화하며 예제 코드, 기술 문서, 기타 프로그래밍 정보도 포함한다. MSDN 유료 구독자를 대상으로 CD와 DVD, 또는 웹을 통해 이용이 가능하다. 초기에 디스크 버전만이 MSDN 구독의 일부로서 사용이 가능했고 1월, 4월, 7월, 10월에 공개되었다. 그러나 2006년 이후로 ISO 이미지의 형태로 마이크로소프트 다운로드 센터로부터 다운로드할 수 있으며 CD/DVD판은 더 이상 분기별로 출시되지 않는다. 대신, 출시 스케줄은 주요 소프트웨어(주요 비주얼 스튜디오 릴리즈, 주요 윈도우 릴리즈 또는 서비스 팩,) 출시에 맞추고 있다. (최대 비주얼 스튜디오 2008까지)

## 같이 보기
- MSDN
- 테크넷
- 마이크로소프트 윈도우 SDK

## 참조
1. ↑  MSDN Library Disc editions also now free
2. ↑  MSDN Library for Visual Studio 2005 Service Pack 1
3. ↑  MSDN Library for Visual Studio 2008
4. ↑  Microsoft Developer Documentation and Help System Forums[깨진 링크(과거 내용 찾기)]